# Michaela Brandenburg
Michaela Brandenburg (* 17. Dezember 1997 in Kiel) ist eine deutsche Fußballspielerin, die bei Werder Bremen unter Vertrag steht.

## Karriere

### Vereine
Michaela Brandenburg begann 2006 in der E-Jugend der SpVg. Eidertal Molfsee mit dem Fußballspielen und wechselte 2010 zu Holstein Kiel. Noch für die B-Juniorinnen spielberechtigt, debütierte sie am 2. Dezember 2012 (11. Spieltag) im Alter von 14 Jahren für Kiels erste Mannschaft bei der 2:7-Niederlage gegen Werder Bremen in der 2. Bundesliga Nord. Im Sommer 2013 schloss sie sich dem Zweitligisten VfL Wolfsburg II an. Abgesehen von einem Zweitrundenspiel im DFB-Pokal 2014/15, bei dem sie in der ersten Mannschaft von Wolfsburg über 90 Minuten am 5:1-Sieg gegen ihren ehemaligen Klub Kiel mitwirkte, kam sie ausnahmslos für die zweite Mannschaft in Pflichtspielen zum Einsatz. Bis zu ihrem Wechsel zum Bundesligisten SC Sand im Sommer 2019 kam die Abwehrspielerin auf 103 Einsätze (6 Tore) für Wolfsburg II in der zweiten Bundesliga. Nach dem Abstieg von Sand wechselte sie zur Saison 2022/23 zu Werder Bremen.

### Nationalmannschaft
Am 1. November 2011 feierte Brandenburg beim 3:0-Erfolg gegen Schottland ihr Debüt U15-Nationalmannschaft. 2013 nahm sie mit den U16-Juniorinnen am Turnier um den Nordic-Cup in Island teil und konnte diesen nach vier Siegen in vier Spielen gewinnen. Bereits im September 2012 hatte sie bei der 0:1-Niederlage gegen Österreich für die U17-Nationalmannschaft debütiert, scheiterte mit der Mannschaft allerdings in der Qualifikation zur Europameisterschaft 2013. Besser lief es in der folgenden Spielzeit: Nach erfolgreicher Qualifikation gehörte sie Ende 2013 zum deutschen Kader für U17-Europameisterschaft in England und erreichte mit ihrer Mannschaft das Finale, wo sie sich im Elfmeterschießen gegen Spanien durchsetzen konnte und Europameister wurde. Brandenburg kam dabei in sämtlichen fünf Turnierspielen zum Einsatz. Bei der U17-Weltmeisterschaft im folgenden Frühjahr gehörte sie ebenfalls zum deutschen Kader, blieb beim dortigen Vorrundenaus aber ohne Einsatz. Im Oktober 2014 gab sie bei der 1:2-Niederlage im Freundschaftsspiel gegen die Auswahl Schwedens ihr Debüt für die U19-Nationalmannschaft, mit der sie sich 2015 für die Europameisterschaft in Israel qualifizierte.

## Erfolge
Nationalmannschaft
- U17-Europameisterin 2014
- Nordic-Cup-Siegerin: 2013 mit den U-16-Juniorinnen des DFB

Werder Bremen
- DFB-Pokal-Finalistin: 2024/25 (ohne Einsatz)